# Juliaan Lampens
Juliaan Lampens, né en 1926 à De Pinte près de Gand et mort le 6 novembre 2019 à Gand, est un architecte brutaliste belge des années 1960 et 1970.

## Biographie
Après ses études à Gand, Juliaan Lampens s'installe en 1950 comme architecte à Eke, section de la commune belge de Nazareth, dans la province de Flandre-Orientale. 
Alors qu'il était un architecte traditionnel durant les premières années de sa carrière, la visite de l'Exposition universelle de 1958 à Bruxelles l'amène à tourner le dos aux formes architecturales du passé et à se tourner vers le brutalisme et le béton dans la lignée de Le Corbusier et de Mies van der Rohe.
Juliaan Lampens devient en 1974 professeur à l'institut supérieur d'architecture Saint-Luc à Gand, et professeur extraordinaire en 1985. 
Il meurt à Gand à l'âge de 93 ans.

## Réalisations
- 1960 Maison personnelle de Juliaan Lampens[4],[5]

- 1966 Chapelle de pèlerinage Notre-Dame de Kerselare à Audenarde (Kerzelare 98 à Edelare, avec Rutger Langaskens)[6],[7],[8]

- 1967 Maison Vandenhaute-Kiebooms à Zingem[2],[1]

- 1970-1974 Maison d'Albert Van Wassenhove, Brakelstraat 50 à Laethem-Saint-Martin[9],[7],[8]

- 1970 Bibliothèque publique d'Eke (Steenweg 88, Eke, Nazareth)[10]

- 1973 Maison Derwael-Thienpont à Gavere[2]

- 1990 Maison Lampens-Dierick à Gavere[2]

- 2002 Maison Velghe à Deinze[2]